# Cashtown
Cashtown es un lugar designado por el censo ubicado en el condado de Adams en el estado estadounidense de Pensilvania. En el año 2010 tenía una población de 459 habitantes y una densidad poblacional de 117,6 personas por km².

## Geografía
Cashtown se encuentra ubicado en las coordenadas 39°53′1″N 77°21′14″O / 39.88361, -77.35389. Según la Oficina del Censo de los Estados Unidos, Cashtown tiene una superficie total de 1,51 mi² (3,9 km²), de la cual 1,5 mi² (3,9 km²) corresponden a tierra firme y 0,01 mi² (0 km²) es agua.